# Francescu Ignaziu Mannu
Francescu Ignaziu Mannu (Ozieri, 18 de maig de 1758 - Càller, 19 d'agost de 1839) fou un poeta sard. De família noble, fou jutge de l'Audiència Reial i participà en la revolta dirigida per Giovanni Maria Angioy dels vassalls contra els feudals quan els sards derrotaren als francesos de l'almirall Trouguet i reclamaren als piemontesos el dret a participar en el govern de l'illa.
Durant un temps treballà en un compendi de vocabulari sard, però finalment és recordat per S'innu de su patriotu sardu a sos feudatàrios, poema reivindicatiu en logudorès que esdevingué l'himne de la revolta. Fou imprès clandestinament a Còrsega i publicat a Càller el 1923.